# Oscarsgalan 1972
Oscarsgalan 1972 som hölls 10 april 1972 var den 44:e upplagan av Oscarsgalan där det prestigefyllda amerikanska filmpriset Oscar delades ut till filmer som kom ut under 1971.

## Priskategorier

### Bästa film
Vinnare:
French Connection - Lagens våldsamma män - Philip D'Antoni
Övriga nominerade:
A Clockwork Orange - Stanley Kubrick
Spelman på taket - Norman Jewison
Den sista föreställningen - Stephen J. Friedman
Nikolaus och Alexandra - Sam Spiegel

### Bästa manliga huvudroll
Vinnare:
French Connection - Lagens våldsamma män - Gene Hackman
Övriga nominerade:
Söndag, satans söndag - Peter Finch
Kotch - Walter Matthau
Kliniken - George C. Scott
Spelman på taket - Topol

### Bästa kvinnliga huvudroll
Vinnare:
Klute – en smart snut - Jane Fonda
Övriga nominerade:
McCabe & Mrs. Miller - Julie Christie
Söndag, satans söndag - Glenda Jackson
Maria Stuart - drottning av Skottland - Vanessa Redgrave
Nikolaus och Alexandra - Janet Suzman

### Bästa manliga biroll
Vinnare:
Den sista föreställningen - Ben Johnson
Övriga nominerade:
Den sista föreställningen - Jeff Bridges
Spelman på taket - Leonard Frey
Hårt mot hårt - Richard Jaeckel
French Connection - Lagens våldsamma män - Roy Scheider

### Bästa kvinnliga biroll
Vinnare:
Den sista föreställningen - Cloris Leachman
Övriga nominerade:
Den sista föreställningen - Ellen Burstyn
Vem är Harry Kellerman... - Barbara Harris
Budbäraren - Margaret Leighton
Köttets lust - Ann-Margret

### Bästa regi
Vinnare:
French Connection - Lagens våldsamma män - William Friedkin
Övriga nominerade:
Den sista föreställningen - Peter Bogdanovich
Spelman på taket - Norman Jewison
A Clockwork Orange - Stanley Kubrick
Söndag, satans söndag - John Schlesinger

### Bästa manus efter förlaga
Vinnare:
French Connection - Lagens våldsamma män - Ernest Tidyman
Övriga nominerade:
A Clockwork Orange - Stanley Kubrick
Fascisten - Bernardo Bertolucci
Den förbjudna trädgården - Ugo Pirro, Vittorio Bonicelli
Den sista föreställningen - Larry McMurtry, Peter Bogdanovich

### Bästa originalmanus
Vinnare:
Kliniken - Paddy Chayefsky
Övriga nominerade:
Undersökning av en medborgare höjd över alla misstankar - Elio Petri, Ugo Pirro
Klute – en smart snut - Andy Lewis, David P. Lewis
Sommaren '42 - Herman Raucher
Söndag, satans söndag - Penelope Gilliatt

### Bästa foto
Vinnare:
Spelman på taket - Oswald Morris
Övriga nominerade:
French Connection - Lagens våldsamma män - Owen Roizman
Den sista föreställningen - Robert Surtees
Nikolaus och Alexandra - Freddie Young
Sommaren '42 - Robert Surtees

### Bästa scenografi
Vinnare:
Nikolaus och Alexandra - John Box, Ernest Archer, Jack Maxsted, Gil Parrondo, Vernon Dixon
Övriga nominerade:
Hotet - Boris Leven, William H. Tuntke, Ruby R. Levitt
Sängknoppar och kvastskaft - John B. Mansbridge, Peter Ellenshaw, Emile Kuri, Hal Gausman
Spelman på taket - Robert F. Boyle, Michael Stringer, Peter Lamont
Maria Stuart - drottning av Skottland - Terence Marsh, Robert Cartwright, Peter Howitt

### Bästa kostym
Vinnare:
Nikolaus och Alexandra - Yvonne Blake, Antonio Castillo
Övriga nominerade:
Sängknoppar och kvastskaft - Bill Thomas
Döden i Venedig - Piero Tosi
Maria Stuart - drottning av Skottland - Margaret Furse
Vad hände med Helen? - Morton Haack

### Bästa ljud
Vinnare:
Spelman på taket - Gordon K. McCallum, David Hildyard
Övriga nominerade:
Diamantfeber - Gordon K. McCallum, John W. Mitchell, Al Overton
French Connection - Lagens våldsamma män - Theodore Soderberg, Christopher Newman
Kotch - Richard Portman, Jack Solomon
Maria Stuart - drottning av Skottland - Bob Jones, John Aldred

### Bästa klippning
Vinnare:
French Connection - Lagens våldsamma män - Gerald B. Greenberg
Övriga nominerade:
Hotet - Stuart Gilmore, John W. Holmes
A Clockwork Orange - Bill Butler
Kotch - Ralph E. Winters
Sommaren '42 - Folmar Blangsted

### Bästa specialeffekter
Vinnare:
Sängknoppar och kvastskaft - Alan Maley, Eustace Lycett, Danny Lee
Övriga nominerade:
Akita - solens förbannelse - Jim Danforth, Roger Dicken

### Bästa sång
Vinnare:
Mitt namn är Shaft - Isaac Hayes för "Theme from Shaft".
Övriga nominerade:
Sängknoppar och kvastskaft - Richard M. Sherman, Robert B. Sherman för "The Age of Not Believing".
Hårt mot hårt - Henry Mancini (musik), Alan Bergman (text), Marilyn Bergman för "All His Children".
Bless the Beasts and Children - Barry De Vorzon, Perry Botkin Jr. för "Bless the Beasts and the Children".
Kotch - Marvin Hamlisch (musik), Johnny Mercer (text) för "Life Is What You Make It".

### Bästa filmmusik
Vinnare:
Sommaren '42 - Michel Legrand
Övriga nominerade:
Maria Stuart - drottning av Skottland - John Barry
Nikolaus och Alexandra - Richard Rodney Bennett
Mitt namn är Shaft - Isaac Hayes
Straw Dogs - Jerry Fielding

### Bästa originalmusik
Vinnare:
Spelman på taket - John Williams
Övriga nominerade:
Sängknoppar och kvastskaft - Richard M. Sherman, Robert B. Sherman, Irwin Kostal
The Boy Friend - Peter Maxwell Davies, Peter Greenwell
Chaykovskiy - Dimitri Tiomkin
Willy Wonka och chokladfabriken - Leslie Bricusse, Anthony Newley, Walter Scharf

### Bästa animerade kortfilm
Vinnare:
The Crunch Bird - Ted Petok
Övriga nominerade:
Evolution - Michael Mills
The Selfish Giant - Peter Sander, Murray Shostak

### Bästa kortfilm
Vinnare:
Centinelas del silencio - Manuel Arango, Robert Amram
Övriga nominerade:
Good Morning - Denny Evans, Ken Greenwald
The Rehearsal - Stephen Verona

### Bästa dokumentära kortfilm
Vinnare:
Centinelas del silencio - Manuel Arango, Robert Amram
Övriga nominerade:
Adventures in Perception - Han Van Gelder
Art Is... - Julian Krainin, DeWitt Sage
The Numbers Start with the River - Donald Wrye
Somebody Waiting - Hal Riney, Dick Snider, Woody Omens

### Bästa dokumentärfilm
Vinnare:
The Hellstrom Chronicle - Walon Green
Övriga nominerade:
Alaska Wilderness Lake - Alan Landsburg
On Any Sunday - Bruce Brown
Ra - Lennart Ehrenborg, Thor Heyerdahl
Ockuperat land - Marcel Ophüls

### Bästa utländska film
Vinnare:
Den förbjudna trädgården (Italien)
Övriga nominerade:
Dodeskaden (Japan)
Utvandrarna (Sverige)
Ha-Shoter Azulai (Israel)
Chaykovskiy (Sovjetunionen)

### Heders-Oscar
Charlie Chaplin